# Josef Ringel
Josef Ringel (* 25. ledna 1965) je bývalý český fotbalista, obránce.

## Fotbalová kariéra
V československé a české lize hrál za Spartak Hradec Králové a AFK Atlantik Lázně Bohdaneč. Nastoupil v 86 ligových utkáních a dal 2 góly.

## Ligová bilance
| Ročník                                   | Zápasy | Góly | Klub                        |
| ---------------------------------------- | ------ | ---- | --------------------------- |
| Česká národní fotbalová liga 1985/86     | 11     | 1    | Spartak Hradec Králové      |
| Česká národní fotbalová liga 1986/87     | 21     | 1    | Spartak Hradec Králové      |
| 1. československá fotbalová liga 1987/88 | 23     | 1    | Spartak Hradec Králové      |
| 1. československá fotbalová liga 1988/89 | 27     | 1    | Spartak Hradec Králové      |
| 1. československá fotbalová liga 1990/91 | 20     | 0    | Spartak Hradec Králové      |
| 1. československá fotbalová liga 1991/92 | 3      | 0    | Spartak Hradec Králové      |
| 2. česká fotbalová liga 1996/97          | 29     | 0    | AFK Atlantik Lázně Bohdaneč |
| Gambrinus liga 1997/98                   | 13     | 0    | AFK Atlantik Lázně Bohdaneč |
| 2. česká fotbalová liga 1998/99          | 25     | 2    | SK Chrudim                  |
| 2. česká fotbalová liga 1999/00          | 22     | 1    | SC Xaverov Horní Počernice  |
| 2. česká fotbalová liga 2000/01          | 4      | 0    | SC Xaverov Horní Počernice  |
| CELKEM                                   | 86     | 2    |                             |